# Брекенридж (Оклахома)
Брекенридж (англ. Breckenridge) — місто (англ. town) в США, в окрузі Гарфілд штату Оклахома. Населення — 199 осіб (2020).

## Географія
Брекенридж розташований за координатами 36°27′26″ пн. ш. 97°43′32″ зх. д. / 36.45722° пн. ш. 97.72556° зх. д. (36.457242, -97.725465).  За даними Бюро перепису населення США в 2010 році місто мало площу 39,41 км², з яких 39,26 км² — суходіл та 0,15 км² — водойми.

## Демографія
Згідно з переписом 2010 року, у місті мешкало 245 осіб у 92 домогосподарствах у складі 71 родини. Густота населення становила 6 осіб/км².  Було 99 помешкань (3/км²).
Расовий склад населення:
| - 94,3 % — білих - 2,9 % — корінних американців - 0,4 % — азіатів |

До двох чи більше рас належало 1,6 %. Частка іспаномовних становила 0,8 % від усіх жителів.
За віковим діапазоном населення розподілялося таким чином: 30,2 % — особи молодші 18 років, 55,9 % — особи у віці 18—64 років, 13,9 % — особи у віці 65 років та старші. Медіана віку мешканця становила 37,6 року. На 100 осіб жіночої статі у місті припадало 120,7 чоловіків;  на 100 жінок у віці від 18 років та старших — 108,5 чоловіків також старших 18 років.
Середній дохід на одне домашнє господарство  становив 58 194 долари США (медіана — 57 679), а середній дохід на одну сім'ю — 64 799 доларів (медіана — 68 750). За межею бідності перебувало 1,4 % осіб, у тому числі 0,0 % дітей у віці до 18 років та 0,0 % осіб у віці 65 років та старших.
Цивільне працевлаштоване населення становило 140 осіб. Основні галузі зайнятості: будівництво — 23,6 %, роздрібна торгівля — 18,6 %, освіта, охорона здоров'я та соціальна допомога — 14,3 %.